# Tibellus pashanensis
Tibellus pashanensis là một loài nhện trong họ Philodromidae.
Loài này thuộc chi Tibellus. Tibellus pashanensis được Benoy Krishna Tikader miêu tả năm 1980.